# Caganer

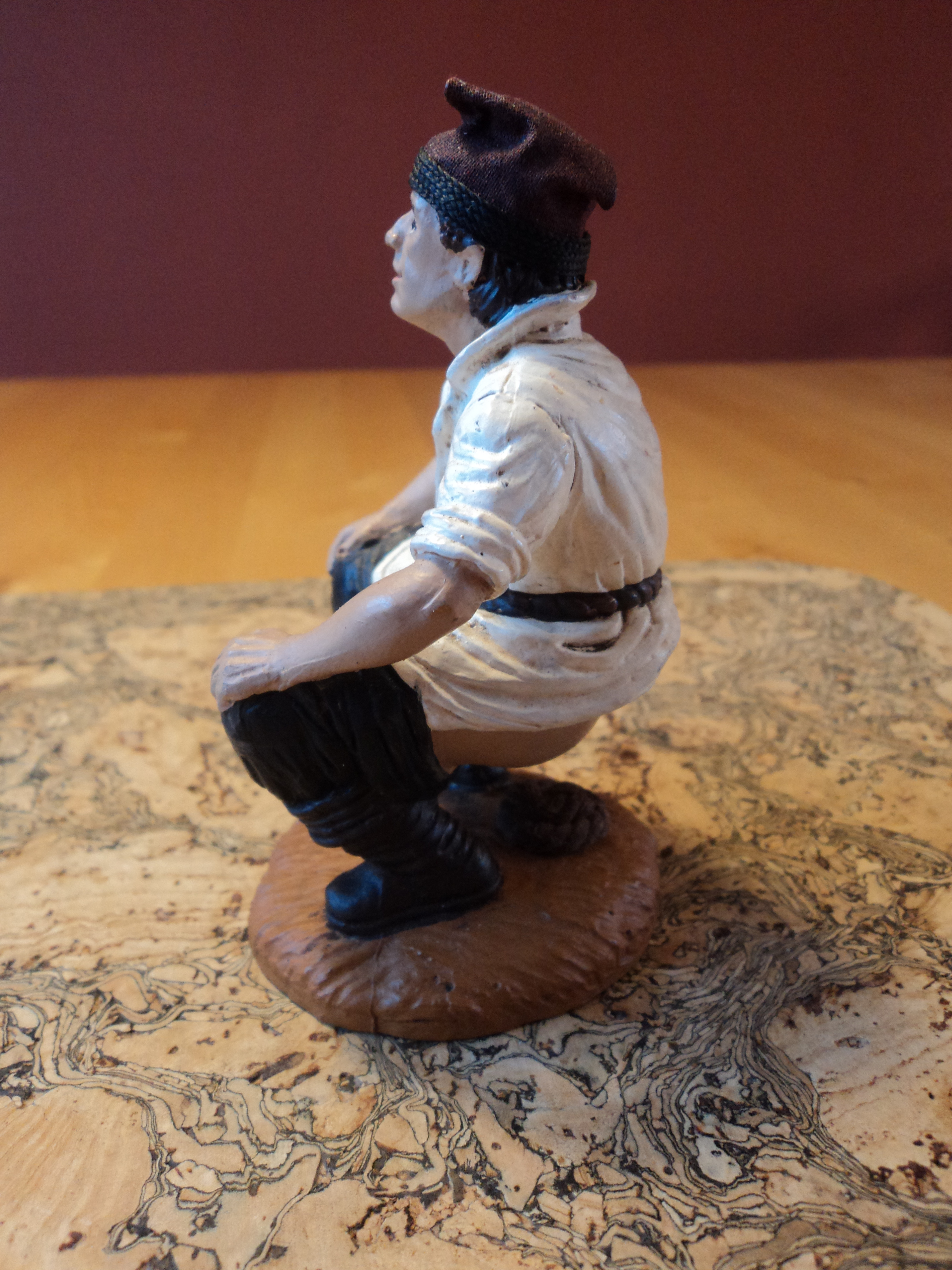
Un caganer esposto alla Fira de Santa Llúcia, a Barcellona

Il caganer (pronuncia: [kəɣəˈne]) è una caratteristica statuina del folklore catalano, raffigurante una persona in posizione accovacciata intenta a defecare. Figura tipica del costume locale, viene posta nei presepi allestiti nella Catalogna e in alcune località della Comunità Valenzana, oltre che nella vicina Andorra. Talvolta viene posizionata anche nei presepi delle isole Canarie, per esempio a Tazacorte, nell'isola del la Palma. In lingua catalana il suo ruolo è spiegato come quello de l'home que caga o l'home que fa les seves necessitats.

## Storia
La tradizione ne fa risalire la creazione al XVII e XVIII secolo, ovvero nel pieno dell'epoca del barocco. Originariamente, il caganer raffigurava un abitante della campagna vestito con il costume tradizionale catalano, completo di cintura e berrettina rossa (barretina in catalano). Il suo utilizzo - secondo una visione scaramantica - è fonte di fortuna e allegria mentre il non collocarlo all'interno di un presepe può essere causa di sventura. Ma anche tra le pitture della Cappella Palatina di Palermo, nel soffitto della navata, è vistosamente raffigurato un caganer, ben antecedente al periodo barocco.
Da tempi più recenti, la statuina è stata attualizzata e resa contemporanea spesso con l'attribuzione delle sembianze di personaggi popolari del mondo della politica e dello sport, ma anche con figure caratteristiche della storia e della società contemporanea, diventando dei fenomeni degni di essere esposti in mostre pittoriche, scultoriche e fotografiche.

## Origine e significato
La parola è di chiara derivazione latina (cacō, cacāre). Si ritiene che la simbologia della figura possa essere ricondotta - al di là delle implicazioni scatologiche, ma soprattutto in ragione della funzione corporale che rappresenta - alla fertilità della terra, quasi come segno di buon auspicio per l'anno a venire. Un altro significato ad essa attribuito è quello dell'uguaglianza fra le persone la cui funzione del defecare è identica al di là dello status sociale, appartenenza etnica, genere sessuale. Non a caso l'ambientazione è quella del presepe, uno dei maggiori simboli della cristianità e apogeo di un evento sorprendente come quello della nascita del Cristo. Infine, una terza spiegazione, sicuramente più prosaica, è quella per cui molti catalani trovano questa figurina assai divertente.
Il repentino rinnovamento nello stile dei caganer risale agli anni quaranta: da quell'epoca, infatti, accanto al tradizionale paesano intento a defecare, hanno fatto la loro comparsa sui banchetti dei mercatini di Natale catalani figurine caganer con le sembianze di celebrità, alcune delle quali considerabili intoccabili, come ad esempio la più alta carica della chiesa cristiana papa Benedetto XVI, il premier spagnolo José Luis Rodríguez Zapatero e persino l'uomo che fu più ricercato al mondo, Osama bin Laden. Riguardo al papa, la Chiesa cattolica locale ha mostrato tolleranza, anche perché sarebbe stato difficile rimuovere le centinaia di statuine poste in vendita in numerosi banchetti allestiti di fronte alla cattedrale di Sant'Eulalia a Barcellona.

## Altri simbolismi
Con il caganer ha fatto la sua comparsa l'inevitabile Caganergate. Nel 2005 ha destato scalpore la decisione del consiglio comunale di Barcellona di commissionare una scena della natività priva del tradizionale caganer. Tale decisione è parsa un tentativo di forzare la presunta campagna tesa a cancellare il linguaggio e l'identità catalana dalla faccia della Spagna. Gli amministratori locali si erano appellati, nel motivare la loro decisione, ad una legge che vieta il defecare e l'urinare in pubblico, cosicché il caganer non sarebbe stato - sotto questo aspetto - un buon esempio.

Sta di fatto che nel 2006, il caganer ha fatto la sua ricomparsa nel presepe cittadino, sistemato dignitosamente in un angolo, e in prossimità del letto (asciutto) di un fiume.
Il caganer è una figura spiritosa con valenza umoristica (apprezzata particolarmente dai bambini) che sembrerebbe, a prima vista, stonare con l'ambientazione sacra della Natività di Gesù Cristo. Nella realtà, pur non avendo intento offensivo, la statuina - per rispetto appunto alla sacralità della rappresentazione - viene posta in un luogo piuttosto appartato (solitamente un angolo non troppo visibile, come del resto si conviene a chi è intento alla funzione defecatoria) rispetto all'ubicazione della mangiatoia nella scenografia complessiva del presepe.
Curiosamente, il caganer non è il solo personaggio della cultura catalana collegabile al Natale di cui vengono raffigurate le funzioni corporali. Esiste anche la tradizione del tió de Nadal (il ciocco di Natale), un tronco d'albero grezzamente lavorato in modo da avere fattezze umane (in questo piuttosto simile al burattino di Pinocchio, ma con i tratti somatici del caganer), protagonista di una piccola cerimonia che si svolge nelle case catalane la sera della vigilia di Natale. Il cagatió viene posto al centro dell'abitazione con sopra una coperta di colori vivaci, atta ad occultare le sue "feci" (solitamente dolciumi) e i bimbi sono invitati a bastonarlo affinché "cachi" i dolciumi.
Essi lo fanno con gioia, cantando una filastrocca di invocazione della quale esistono molte versioni diverse: "Caga tió, caga torró pel naixement del Nostre Senyor, si no et daré un cop de bastó" (Caca tió, caca torrone, per la nascita di Nostro Signore, sennò ti darò un colpo di bastone), dopodiché viene tolta la coperta e si scoprono i dolciumi che il tió de Nadal ha prodotto dal retro (i dolciumi vengono nascosti in precedenza dagli adulti di casa sotto la coperta in un momento di disattenzione dei bambini, che non debbono accorgersene perché da piccoli credono davvero alla magia della defecazione dei dolci). A quel punto i bimbi vengono allontanati con una scusa in un angolo della casa (il tempo necessario a nascondere altri dolci sotto la coperta), e invitati a bastonare ancora il tió, affinché "produca" altri dolci.
L'augurio che, nella cultura catalana, ci si usa scambiare prima di passare a tavola è un esplicito «Menja bé, caga fort!», la cui traduzione è fin troppo chiara.

## Sinonimi
Sinonimi in altre lingue/culture:

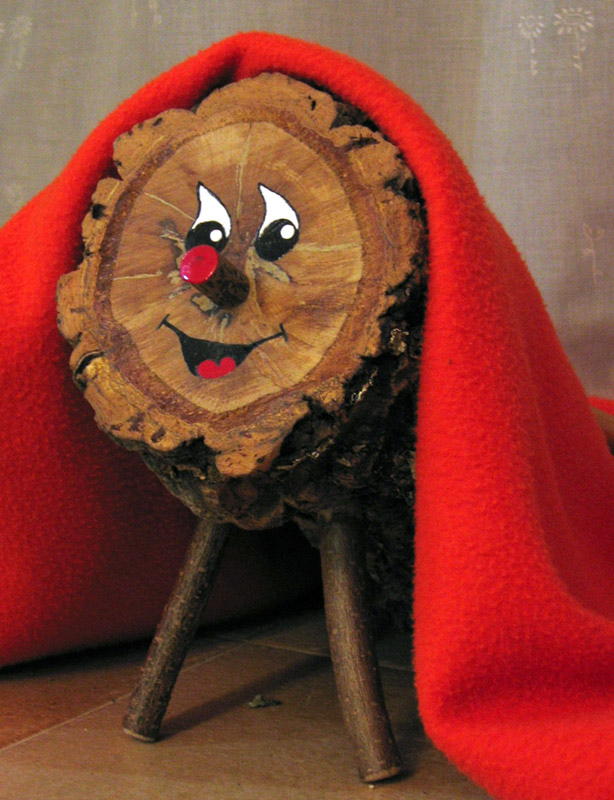
Il tronco d'albero Tió de Nadal, stretto parente del caganer nella cultura popolare della Catalogna legata alle tradizioni natalizie

- In lingua olandese/fiammingo: Kakkers / Schijterkes
- In lingua francese: Père la Colique
- In lingua tedesca: Choleramännchen o Hinterlader